# Lieselotte Blumenthal
Lieselotte Blumenthal, geb. Beuchelt (* 30. September 1906 in Bielefeld; † 27. Oktober 1992 in Leipzig) war eine deutsche Germanistin mit dem Forschungsgebiet der Klassischen deutschen Literaturwissenschaft.

## Leben und Werk
Die Tochter des Ingenieurs Johannes Beuchelt und Ida Schröder studierte ab 1924 Kunstgeschichte, Geschichte, Archäologie und Germanistik in Tübingen und Hamburg. Hier war sie Schülerin von Aby Warburg, Erwin Panofsky und Robert Petsch und legte 1930 das Staatsexamen ab. Nach dem Referendariat 1932 war sie bis 1937 Studienassessorin an einer Hamburger Privatschule. Im selben Jahr wurde sie Mitglied der Goethe-Gesellschaft Weimar e. V. und schlug damit eine wissenschaftliche Karriere ein. Seit 1939 war sie in Weimar im Umfeld des Goethe-Schiller-Archives tätig. Mit der Bestellung zur Redakteurin 1943 der Schiller-Nationalausgabe (ab 1958 bis 1978 als Herausgeberin) wurde die Grundlage für ihr Lebensthema gelegt.
Zum Mitglied der Sächsischen Akademie der Wissenschaften zu Leipzig wurde Blumenthal am 5. Dezember 1960 gewählt, nachdem sie im Jahr zuvor durch die Deutsche Akademie der Wissenschaften zu Berlin zur Professorin ernannt worden war.
Beuchelt heiratete 1937 den Bibliothekar Hermann Blumenthal (1903–1941). Sie war die Mutter der Ägyptologin Elke Blumenthal.
Blumenthals Privatbibliothek befindet sich heute in der Universitätsbibliothek Leipzig.

## Ehrungen (Auswahl)
- 1964 Goethe- und Schiller-Plakette in Gold der Nationalen Forschungs- und Gedenkstätten der klassischen deutschen Literatur in Weimar
- Sommer 1984 Ehrenpromotion durch die Universität Tübingen
- November 1984 Ehrenpromotion durch die Universität Gießen

## Publikationen (Auswahl)
- Lieselotte Blumenthal, Erich Trunz: Goethes Werke: Hamburger Ausgabe in 14 Bänden. 14. Auflage. C.H. Beck, München 2002, ISBN 3-406-08495-8.
- Friedrich Schiller: Werke. begr. von Julius Petersen, fortgeführt von Lieselotte Blumenthal, hrsg. im  Auftrag der Stiftung Weimarer Klassik und des Schiller-Nationalmuseums in Marbach von Norbert Oellers, Nationalausgabe, Band 1, Weimar 1943.